# Топилищенська сільська рада
Топилищенська сільська рада — орган місцевого самоврядування у Іваничівському районі Волинської області з адміністративним центром у с. Топилище.

## Населені пункти
Сільській раді підпорядковані населені пункти:
- с. Топилище

## Населення
За переписом населення України 2001 року в сільській раді мешкала 521 особа.

### Мова
Розподіл населення за рідною мовою за даними перепису 2001 року:
| Мова       | Відсоток |
| ---------- | -------- |
| українська | 99,43 %  |
| російська  | 0,57 %   |

## Склад ради
Рада складається з 12 депутатів та голови.

## Керівний склад сільської ради
| ПІБ                           | Основні відомості                                                                                  | Дата обрання | Дата звільнення |
| ----------------------------- | -------------------------------------------------------------------------------------------------- | ------------ | --------------- |
| Приступа Олександр Михайлович | Сільський голова, 1975 року народження, освіта, член Української Народної Партії                   | 26.03.2006   | 31.10.2010      |
| Приступа Олександр Михайлович | Сільський голова, 1975 року народження, освіта вища, член Всеукраїнського об'єднання «Батьківщина» | 31.10.2010   |                 |

Примітка: таблиця складена за даними джерела